# Ken Glah
Ken Glah né le 2 décembre 1964 à West Chester en Pennsylvanie est un triathlète américain, champion des États-Unis en 1989 et multiple vainqueur sur triathlon Ironman.

## Biographie

### Jeunesse
Né à West Chester en Pennsylvanie, il est le 12e d'une famille de treize enfants, durant son enfance et son adolescence avec ses frères et sœurs, il pratique pour s'amuser le football, le tennis, le basket-ball, le baseball et la natation. En solitaire, il participait à quatre courses de cross-country durant l'automne et trois courses à pied sur piste au printemps. Pendant ses années au lycée, il partait en voyages de camping avec des sacoches hyper-chargées arrimées sur le porte-bagages de son vélo.

### Carrière en triathlon
Ken Glah fait partie des pionniers du triathlon longue distance et connait une régularité impressionnante à l'Ironman d'Hawaï, en cumulant dix places dans le « Top 10 » entre 1986 et 2000, dont une troisième place en 1988. Il cumul également trente deux participations d’une série commencée en 1984 sur « l’archipel aux volcans-boucliers ». En 1990, il est devenu populaire après sa courte défaite sur un sprint épique avec le finlandais Pauli Kiuru à l'Ironman Nouvelle-Zélande qui s'est gagné pour une seconde, cette course est restée gravée dans l'histoire du triathlon.

### Vie privée
En 1989, il se marie avec la triathlète professionnelle australienne Jan Wanklyn, en avril 1993 le couple a une fille nommée Reanin. Ils se séparent en 2013. Le surnom de Ken Glah est « la bête de l'Est », il est également passionné de musiques des années 60. Il est maintenant marié avec la triathlète allemande Christine Heidemann et les deux vivent à West Chester en Pennsylvanie.

## Palmares
Le tableau présente les résultats les plus significatifs (podium) obtenus sur le circuit national et international de triathlon depuis 1988,.
| Année | Compétition                                  | Pays             | Position           | Temps           |
| ----- | -------------------------------------------- | ---------------- | ------------------ | --------------- |
| 2000  | Ironman Brésil                               | Brésil           | Médaille d'or      | 8 h 43 min 13 s |
| 1999  | Ironman Brésil                               | Brésil           | Médaille d'or      | 8 h 42 min 42 s |
| 1998  | Ironman Brésil                               | Brésil           | Médaille d'or      | Timing          |
| 1996  | Yanmar Ironman Japon                         | Japon            | Médaille d'argent  | 8 h 54 min 52 s |
| 1995  | Ironman Nouvelle-Zélande                     | Nouvelle-Zélande | Médaille d'argent  | 8 h 55 min 45 s |
| 1994  | Ironman Nouvelle-Zélande                     | Nouvelle-Zélande | Médaille d'argent  | 8 h 51 min 28 s |
| 1993  | Ironman Canada                               | Canada           | Médaille d'or      | 8 h 37 min 24 s |
| 1993  | Ironman Nouvelle-Zélande                     | Nouvelle-Zélande | Médaille d'or      | 8 h 38 min 29 s |
| 1993  | Championnats des États-Unis de triathlon     | États-Unis       | Médaille d'argent  | Timing          |
| 1992  | Ironman Nouvelle-Zélande                     | Nouvelle-Zélande | Médaille d'or      | 8 h 48 min 10 s |
| 1990  | Ironman Nouvelle-Zélande                     | Nouvelle-Zélande | Médaille d'argent  | 8 h 39 min 12 s |
| 1989  | Championnats des États-Unis de triathlon     | États-Unis       | Médaille d'or      | Timing          |
| 1988  | Ironman - Championnat du monde à Kailua-Kona | États-Unis       | Médaille de bronze | 8 h 38 min 37 s |
| 1988  | Championnats des États-Unis de triathlon     | États-Unis       | Médaille d'argent  | Timing          |